# Dorfkirche Walsleben (Osterburg)

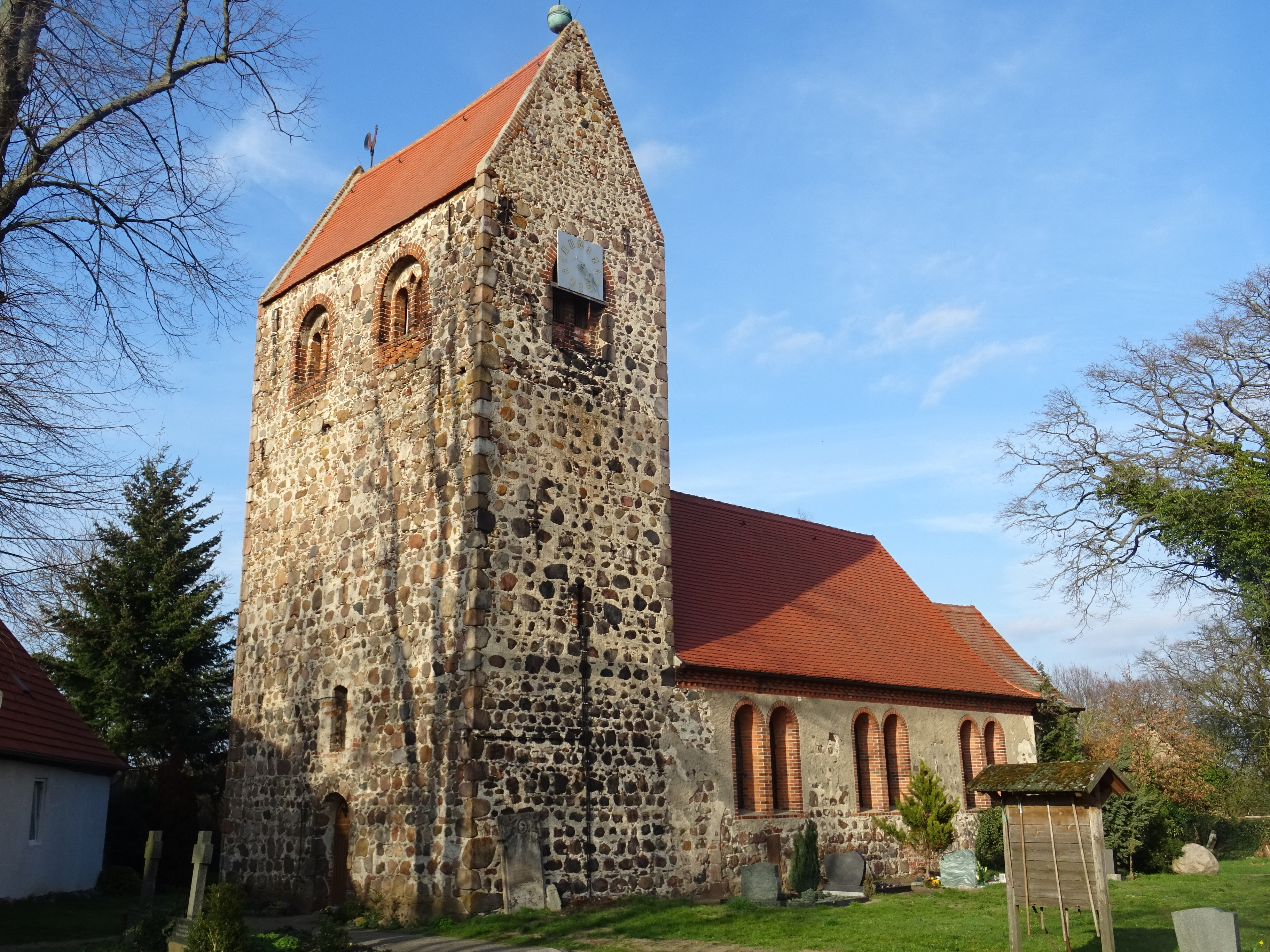
Dorfkirche Walsleben (Osterburg)

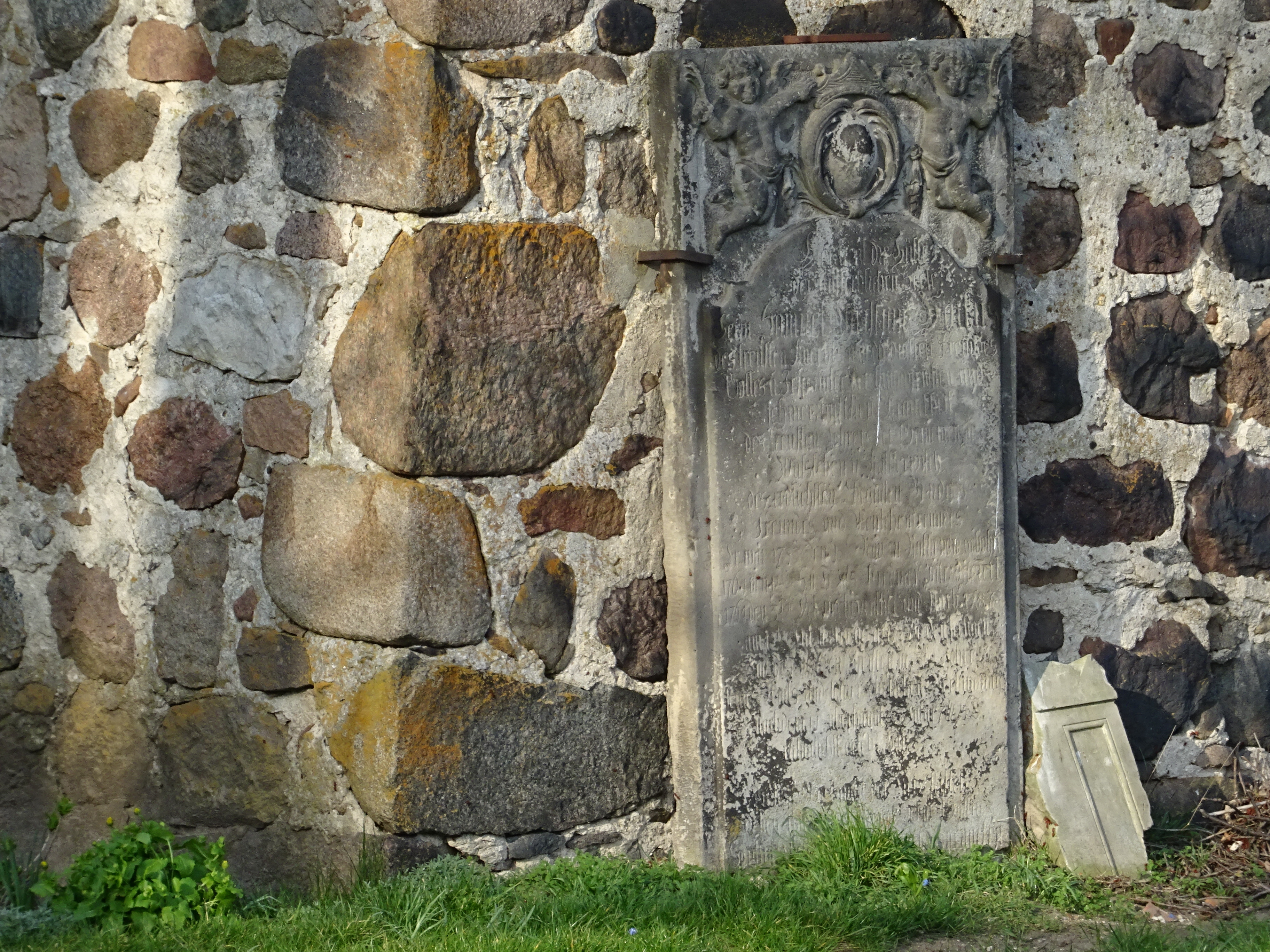
Grabstein an der Außenwand

Die evangelische Dorfkirche Walsleben ist eine im Kern romanische Saalkirche im Ortsteil Walsleben von Osterburg im Landkreis Stendal in Sachsen-Anhalt. Sie gehört zum Pfarrbereich Königsmark im Kirchenkreis Stendal der Evangelischen Kirche in Mitteldeutschland.

## Geschichte und Architektur
Die aus Feldsteinmauerwerk gegen Ende des 12. Jahrhunderts errichtete romanische Kirche besteht aus einem steil aufragenden Westquerturm in Schiffsbreite, einem verhältnismäßig langgestreckten Schiff und einem eingezogenen Rechteckchor. Die Schallöffnungen und Giebel des Turms wurden vermutlich gegen Ende des 15. Jahrhunderts in Backstein ausgebaut.
Nach schweren Zerstörungen im Dreißigjährigen Krieg wurde die Kirche wiederhergestellt. 1885 fand eine eingreifende Restaurierung statt, wobei die Giebel instand gesetzt, die Fenster vergrößert sowie Schiff und Chor verputzt wurden. 1962 erfolgte eine Restaurierung, bei der die Nordempore entfernt wurde.
Das Schiff ist flach gedeckt, im Chor sind Kreuzgratgewölbe eingezogen.

## Ausstattung
Auf dem Altar befindet sich ein lebensgroßer barocker Kruzifixus, der 1699 von Georg Breyk aus Berlin geschaffen wurde, das Altarbild des Altaraufsatzes aus dem Jahr 1885 ist jetzt an der Nordseite angebracht. Die Kanzel in Spätrenaissanceformen stammt aus dem Jahr 1599, in den Füllungen zwischen den Ecksäulchen befinden sich in Ädikularahmen gemalte Darstellungen von Petrus und den Evangelisten. Ein 2,30 m hohes spätgotisches Sakramentshaus aus Eiche stammt aus dem 14. Jahrhundert und wird durch einen mittleren Helm und durch niedrigere Eckfialen abgeschlossen. Ein Rest eines schlichten spätgotischen Gestühls ist ebenfalls erhalten. Ein Christusbild stammt vermutlich vom Ende des 16. Jahrhunderts. Ein barocker Taufengel aus den Jahren 1701–1705 ist vor dem Triumphbogen aufgehängt. Es gibt zwei Figurengrabsteine, für Burchardt von Saldern († 1599) und Hans von Schulenburg († 1611), der letztere zeigt die gerüstete Figur des Verstorbenen in ungewöhnlich fein gezeichnetem, detailliertem Relief. An der Südseite des Kirchturms ist der Grabstein eines Samuel von (unleserlich) angebracht.
Im Turm befinden sich eine Bronzeglocke von 1661, die von Daniel Jensen aus Salzwedel geschaffen wurde, und eine Stahlglocke aus dem Jahr 1924 von Stoermer aus Erfurt.